# Vladimir Aleksandrovič Albicki
Vladimir Aleksandrovič Albicki (rusko Влади́мир Алекса́ндрович Альби́цкий), ruski astronom, * 16. junij 1891, † 15. junij 1952.

## Življenje in delo
Leta 1922 je prišel na Observatorij Simeiz (Симеиз) na Krimu, kjer je delal z Grigorijem Abramovičem Šajnom (1892–1956) in Grigorijem Nikolajevičem Neujminom (1886–1946).
Odkril je deset asteroidov.